# Älvglansspindel
Älvglansspindel (Singa nitidula) är en spindelart som beskrevs av Carl Ludwig Koch 1844. Älvglansspindel ingår i släktet Singa och familjen hjulspindlar. Enligt den finländska rödlistan är arten otillräckligt studerad i Finland. Enligt den svenska rödlistan är arten nära hotad i Sverige. Arten förekommer i Svealand. Artens livsmiljö är stränder. Inga underarter finns listade i Catalogue of Life.

## Bildgalleri

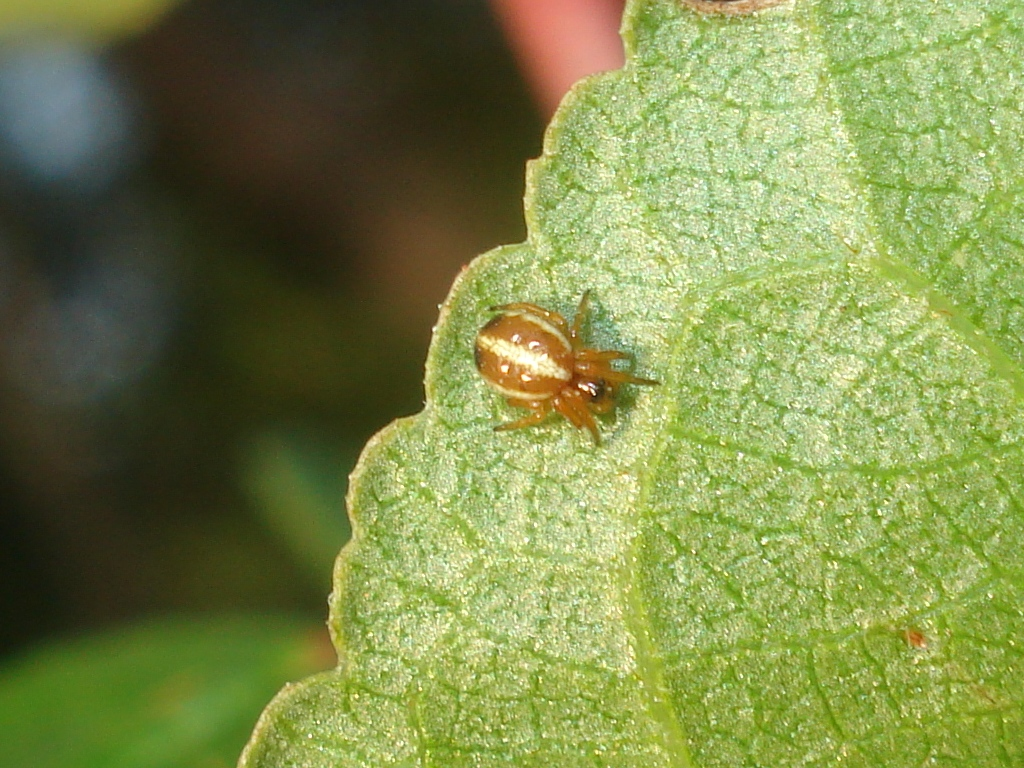